# Ringier Axel Springer SK
Ringier Axel Springer SK – wydawnictwo funkcjonujące na słowackim rynku medialnym. Pod względem liczby posiadanych tytułów prasowych jest największym wydawnictwem na gruncie słowackim. Jego portfolio obejmuje m.in. Nový Čas, Nový Čas Pre Ženy weekly, Život, Nový Čas Nedeľa, Nový Čas Krížovky, Eva. Jest także właścicielem portalu internetowego Azet.sk.
Powstało 1 września 2004 r. w wyniku fuzji dwóch domów wydawniczych: Euroskop Ringier oraz Vydavateľstvo časopisov a novín. Jest częścią międzynarodowej grupy mediowej Ringier Axel Springer Media AG.

## Nazwy historyczne
- RINGIER SLOVAKIA a.s.
- Ringier Axel Springer Slovakia, a.s.
- Ringier Axel Springer SK